# Aphelandra hintonii
Aphelandra hintonii är en akantusväxtart som beskrevs av Wasshausen. Aphelandra hintonii ingår i släktet Aphelandra och familjen akantusväxter. Inga underarter finns listade i Catalogue of Life.